# Gunnar Hellström
John Evert Gunnar Hellström (Alnön, comtat de Västernorrland, 6 de desembre de 1928 - Nynäshamn, comtat d'Estocolm, 28 de novembre de 2001) va ser un actor, guionista, director i productor de cinema suec.

## Biografia
Des del 1947 fins al 1952, Gunnar Hellström va estudiar a la Dramatens elevskola, l'escola del Dramaten a Estocolm. Va debutar al teatre el 1951, en una sèrie d'obres representades al Dramaten.
Hi va estar fins al 1956, més tard va actuar a Antoni i Cleòpatra de William Shakespeare (1952, amb Inga Tidblad i Jarl Kulle), Barabbas de Pär Lagerkvist (adaptat de la seva novel·la homònima, 1953, amb Anders Ek en paper principal) i L'ànec salvatge de Henrik Ibsen (1955, amb Renée Björling i Eva Dahlbeck).
Va debutar al cinema el 1950 actuant en pel·lícules principalment sueques, inclosa l'adaptació a la pantalla de Barabbas esmentat anteriorment, dirigit per Alf Sjöberg (1953, amb Ulf Palme al paper principal).
Va marxar als Estats Units el 1960, va tenir un paper secundari a la pel·lícula estatunidencs Return to Peyton Place de José Ferrer (amb Carol Lynley i Jeff Chandler), estrenada el 1961. Compartint la seva carrera entre Hollywood i el seu país natal, també va aparèixer a la televisió estatunidenca en algunes sèries, inclosa  Mission Impossible (dos episodis, 1967-1969) i Dallas (quatre episodis, 1989).
Però sobretot va dirigir episodis de diverses sèries nord-americanes, entre elles The Mysteries of the West (dos episodis, 1967), Gunsmoke (33 episodis, 1967). -1975) i Dallas (sis episodis, 1979-1983). El seu darrer paper a la pantalla gran va ser el d'Anders Zorn a la pel·lícula sueca Zorn, estrenada el 1994, de la que també és director, guionista i productor.

## Teatre al Dramaten (selecció)
- 1951: Aftonstjärnan de Hjalmar Söderberg
- 1951: Major Barbara de George Bernard Shaw, vestuari de Marik Vos-Lundh
- 1951: Amorina de Carl Jonas Love Almqvist, escenografia d'Alf Sjöberg, costumes de Marik Vos-Lundh
- 1951: Robin Hood d'Owen Davis, decorats de Marik Vos-Lundh: Guy de Gisbourne
- 1951: Mäster Olof d'August Strindberg, escenografia d'Alf Sjöberg: l'intendant
- 1952: De vises stern de Pär Lagerkvist, escenografia d'Alf Sjöberg
- 1952: Antoni i Cleòpatra (Antonius och Kleopatra) de William Shakespeare, vestuari de Marik Vos-Lundh: Canidius
- 1952: Colombe de Jean Anouilh, escenografia de Mimi Pollak
- 1952: Revisorn de Nikolai Gogol:
- 1953: Barabbas, adaptació de la novel·la homònima de Pär Lagerkvist
- 1953: Romeu i Julieta (Romeo och Julia) de William Shakespeare, escenografia d'Alf Sjöberg: Tybalt
- 1953: Herdespel d'Olof von Dalin, vestuari de Marik Vos-Lundh
- 1953: Återfall i dygden de John Vanbrugh
- 1953: Skattkammarön, adaptació de la novel·la de Robert Louis Stevenson: el capità Smollet
- 1953: Gertrud de Hjalmar Söderberg: Erland Jansson
- 954: L'Orestíada (Orestien) d'Èsquil, decorat i vestuari de Marik Vos-Lundh
- 1954: Mariana Pineda de Federico García Lorca, escenografia de Mimi Pollak, decorats i vestuari de Marik Vos-Lundh
- 1954: Myteriet på Caine, adaptació de la novel·la The Caine Mutiny d'Herman Wouk: el tinent Thomas Keefer
- 1955: L'ànec salvatge (Vildanden) d'Henrik Ibsen
- 1955: Advent d'August Strindberg
- 1956: Les Jours heureux (Lyckliga dagar) de Claude-André Puget, escenografia de Mimi Pollak, decorats de Marik Vos-Lundh: Michel Bouilhet

## Filmografia parcial

### Cinema
Actor
- 1950: Medan staden sover de Lars-Eric Kjellgren
- 1953: Barabbas d'Alf Sjöberg
- 1954: Simon Syndaren(+ director i guionista)
- 1954: Karin Månsdotter d'Alf Sjöberg
- 1956: Nattbarn : Nils Gustaf Boman (+ director i guionista)
- 1957: Synnöve Solbakken (+ director i guionista)
- 1960: Domaren (Domaren) d'Alf Sjöberg
- 1961: Return to Peyton Place de José Ferrer: Nils
- 1961: Stöten d'hasse Ekman
- 1965: Nattmara d'Arne Mattsson
- 1981: Jag rodnar de Vilgot Sjöman
- 1983: Raskenstam(+ director, guionista i productor)
- 1994: Zorn : Anders Zorn (+ director, guionista i productor)

Director
- 1962: Chans
- 1968: The Name of the Game Is Kill!

### Televisió
Actor
- 1967: Au cœur du temps (The Time Tunnel)
  - Temporada única, episodi 19 The Ghost of Nero de Sobey Martin: major Neistadt
- 1967-1969: Mission: Impossible Temporada 1, episodi 20 The Legend, 1967 de Richard Benedict: Frederick Rudd
  - Temporada 3, episodi 25 The Interrogator, 1969, de Reza Badiyi: Friedrich Spindler
- 1968-1972: Gunsmoke
  - Temporada 13, episodi 17 Dead Man's Law (1968) de John Rich: Eriksson
  - Temporada 18, episodi 13 Hostage! (1972) (+ réalisateur)
- 1989: Dallas
  - Temporada 12, episodi 22 Yellow Brick Road, episodi 23 The Sound of Money i episodi 24 The Great Texas Waltz de Linda Gray: Rolf Brundin
  - Temporada 13, episodi 3 Cry Me a River of Oil : Rolf Brundin

Director
- 1967: The Wild Wild West
  - Temporada 3, episodi 6 The Night of the Samurai i episodi 15 'The Night of the Running Death
- 1967-1975: Gunsmoke
  - Temporades 13 a 20, 33 episodis
- 1968: Cimarron
  - Temporada única, episodi 17 Heller
- 1968: 'The F.B.I.
  - Temporada 4, episodi 13 The Hero
- 1968: Bonanza
  - Temporada 10, episodi 14 A World Full of Cannibals
- 1975: Petrocelli
  - Temporada 1, episodi 16 The Kidnapping
- 1979: How the West Was Won
  - Temporada 2, episodi 3 The Enemy
- 1979-1983: Dallas, estrena sèrie
  - Temporada 2, episodi 21 Royal Marriage, 1979
  - Temporada 3, episodi 12 Ellie Saves the Day, 1979 i episodi 14 Return Engagements, 1979
  - Temporada 4, episodi 13 Making of a President, 1981 i episodi 15 The Quest, 1981
  - Temporada 6, episodi 26 Things Ain't Goin' Too Good at Southfork, 1983
- 1980: Mark, I Love You